# Platycleis
Platycleis Fieber, 1853 è un genere di insetti ortotteri appartenente alla famiglia Tettigoniidae.

## Tassonomia
Il genere comprende le seguenti specie:
- Platycleis affinis Fieber, 1853
- Platycleis albopunctata (Goeze, 1778)
- Platycleis alexandra (Uvarov, 1926)
- Platycleis buzzettii Massa & Fontana, 2011
- Platycleis concii Galvagni, 1959
- Platycleis curvicauda Podgornaya, 1988
- Platycleis escalerai Bolívar, 1899
- Platycleis falx (Fabricius, 1775)
- Platycleis fatima Uvarov, 1912
- Platycleis grisea (Fabricius, 1781)
- Platycleis iberica Zeuner, 1941
- Platycleis iljinskii Uvarov, 1917
- Platycleis intermedia (Serville, 1838)
- Platycleis irinae Sergeev & Pokivajlov, 1992
- Platycleis kabulica Bey-Bienko, 1967
- Platycleis kashmira (Uvarov, 1930)
- Platycleis kibris Ünal, 2012
- Platycleis latitabunda Stolyarov, 1968
- Platycleis longicauda Tarbinsky, 1930
- Platycleis meridiana Stolyarov, 1969
- Platycleis pamirica (Zeuner, 1930)
- Platycleis pathana Zeuner, 1941
- Platycleis pongraczi Zeuner, 1929 †
- Platycleis ragusai Ramme, 1927
- Platycleis romana Ramme, 1927
- Platycleis sabinegaali Garai, 2011
- Platycleis sabulosa Azam, 1901
- Platycleis sogdiana Mistshenko, 1954
- Platycleis speciosa (Heer, 1865)  †
- Platycleis trivittata Bey-Bienko, 1951
- Platycleis turanica Zeuner, 1930
- Platycleis umbilicata Costa, 1885
- Platycleis waltheri Harz, 1966